# Vassiliy Podkorytov
Vassiliy Nikolaevitch Podkorytov (en russe : Василий Николаевич Подкорытов) est un biathlète kazakh, né le 11 janvier 1994.

## Biographie
Il fait ses débuts internationaux dans les Championnats du monde jeunesse 2012, où il prend la quatrième place avec le relais. Il est promu en sénior lors de la saison 2014-2015, où il découvre la Coupe du monde et les Championnats du monde à Kontiolahti. Dans l'IBU Cup, il marque ses premiers points avec une treizième place à Osrblie. Lors de la saison suivante, il obtient ses premiers résultats dans le top cinquante, pour établir sa meilleure performance à Ruhpolding avec une 46e place qu'il améliore deux ans plus tard avec une 44e place.
En 2017, il remporte notamment la médaille d'argent en sprint aux Jeux asiatiques à Sapporo.
Il prend part aux Jeux olympiques d'hiver de 2018, où il est 80e du sprint, 62e de l'individuel et 17e du relais. 
Il fait partie des neuf biathlètes kazakhs suspendus durant l'hiver 2018-2019 pour suspicion de dopage.

## Palmarès

### Jeux olympiques d'hiver
| Épreuve / Édition                | Individuel | Sprint | Poursuite | Mass start | Relais | Relais mixte |
| Jeux olympiques 2018 Pyeongchang | 62e        | 80e    | —         | —          | 17e    | —            |

Légende :
- - : Non disputée par Podkorytov

### Championnats du monde
| Épreuve / Édition         | Individuel | Sprint | Poursuite | Départ en masse | Relais | Relais mixte |
| Mondiaux 2015 Kontiolahti | 113e       | 76e    | —         | —               | 17e    | —            |
| Mondiaux 2016 Oslo        | 67e        | 72e    | —         | —               | LAP    | —            |
| Mondiaux 2017 Hochfilzen  | 67e        | —      | —         | —               | 14e    | —            |

### Coupe du monde
- Meilleur résultat individuel : 44e.

### Jeux asiatiques
- Sapporo 2017 :
  -  Médaille d'argent du sprint.
  -  Médaille d'argent du relais mixte.

### Universiades
- Strbske Pleso 2015 :
  -  Médaille d'argent du relais mixte.
- Almaty 2017 :
  -  Médaille d'argent du relais mixte.